# Sporazum iz Pertha
Sporazum iz Pertha, (2. srpnja 1266.),  bio je mirovni sporazum kojim je završio vojni sukob između Norveške, pod kraljem Magnus VI. od Norveške i Škotske, pod kraljem Aleksandrom III., oko suvereniteta na Hebridima i otoka Mana.
Hebridi i otok Man su postali norveški teritorij tijekom stoljeća kada su i Škotska i Norveška još uvijek se formirali kao koherentne nacije-države, a norveška kontrola je formalizirana godine 1098., kada je Edgar Škotski potpisao ustupanje otoka Magnusu III. Norveški. Za Norvežane otoci su bili Sudreys, što znači Južni otoci.
Sporazum je potpisan tri godine nakon bitke kod Largsa 1263. godine. Michael Lynch je usporedio važnost ovog sporazuma sa Sporazumom o Yorku od 1237.  Sporazum iz Yorka odredio je granicu između Škotske i Engleske koja je gotovo identična modernim granicama.
Largs su često promatrali kao veliku škotsku pobjedu, ali norveške snage pod vodstvom kralja Håkona IV., nisu bile u potpunosti opredijeljena za borbu i rezultat je bio neuvjerljiv. Håkon je planirao obnoviti vojnu akciju sljedećeg ljeta, ali je umro na Orkneyju tijekom zime. Njegov nasljednik, kralj Magnus VI., tražio je mir i osigurao Sporazum u Perthu.
Po sporazumu Norveška je priznala škotski suverenitet nad spornim područjima u zamjenu za paušal od 4.000 maraka i anuitetom od 100 maraka. Renta zapravo je isplaćena tijekom narednih desetljeća. Škotska je također potvrdio norveški suverenitet nad Shetlandom i Orkneyjem.